# The Rustler's Spur
The Rustler's Spur  è un cortometraggio muto del 1913 diretto da Jess Robbins.

## Trama
Lo sceriffo Bradley chiede formalmente la mano di Bessie. Ma, quando il giorno dopo gli viene denunciato un furto di cavalli appartenenti a Harry Todd, tutti gli indizi lo portano a sospettare del fratello della ragazza. Bessie confessa che il ladro è proprio suo fratello. Il quale riesce a fuggire alla cattura. Allo sceriffo poi viene recapitata una lettera dove il giovane ladro gli comunica che potrà trovare tutti i cavalli in un ranch vicino.

## Produzione
Il film fu prodotto dalla Essanay Film Manufacturing Company. Venne girato a Niles. Gilbert M. 'Broncho Billy' Anderson, fondatore della casa di produzione Essanay (che aveva la sua sede a Chicago), aveva individuato nella cittadina californiana di Niles il luogo ideale per trasferirvi una sede distaccata della casa madre. Niles diventò, così, il set dei numerosi western prodotti dalla Essanay.

## Distribuzione
Distribuito dalla General Film Company, il film - un cortometraggio di una bobina - uscì nelle sale cinematografiche USA il 19 giugno 1913.